# هیرومیتسو آگاتسوما
هیرومیتسو آگاتسوما (انگلیسی: Hiromitsu Agatsuma؛ زادهٔ ۲۷ ژوئیهٔ ۱۹۷۳) موسیقی‌دان اهل ژاپن است. وی از سال ۲۰۰۱ میلادی تاکنون مشغول فعالیت بوده است.